# Mehmed Alagić
Mehmed Alagić (Sanski Most, RS de Bosnia y Herzegovina, Yugoslavia, 8 de julio de 1947-7 de marzo de 2003) fue un político y militar bosnio, quién fue general en el Ejército de la República de Bosnia y Herzegovina. Falleció mientras era sometido a juicio por presuntos crímenes de guerra por el Tribunal Penal Internacional para la ex Yugoslavia (TPIY) en La Haya.

## Carrera militar
Mehmed Alagić se graduó de la academia militar del Ejército Nacional Yugoslavo (JNA) en Banja Luka en 1970. Posteriormente se convirtió en comandante de la misma academia. En 1986, fue comandante de la 36.ª brigada mecanizada, y en 1989 comandante de la brigada Zrenjanin como parte de los Cuerpos Novi Sad.[cita requerida]

## Guerra de Bosnia
Alagić dejó el JNA en febrero de 1991. El 13 de diciembre de 1993, sirvió en la 17.º Brigada de Krajina del 3° Cuerpo del Ejército de la República de Bosnia y Herzegovina. El 8 de marzo de 1993, pasó a ser comandante del 3° Cuerpo del Grupo Operacional (OG) Bosanska Krajina. Luego pasó a ser comandante del 3° Cuerpo el 1 de noviembre de 1993. El 26 de febrero de 1994, se estableció el 7° Cuerpos y Alagić se convirtió en su primer comandante.

## Después de la guerra
En marzo de 1996, como militante del Partido de Acción Democrática, Alagić fue elegido para ser alcalde del municipio de Sanski Most y miembro del Parlamento de la Federación de Bosnia y Herzegovina. En 2001 fue acusado por el TPIY por su responsabilidad penal en los presuntos crímenes de guerra cometidos por los soldados que estaban bajo su custodia. El 21 de marzo de 2003, el TPIY emitió la orden de dar por concluido el caso, luego de que Alagić falleciera.

## Rangos militares

### Ejército Nacional Yugoslavo (JNA)
- 1991 - Teniente coronel

### Ejército de la República de Bosnia y Herzegovina
- 1994 - General de brigada